# Песочин
Песочи́н (до середины XIX века также Песочино) — посёлок в Харьковском районе Харьковской области, пригород Харькова (малая часть посёлка в 2012 году присоединена к Харькову). Крупнейший по населению пригород Харькова.
Административный центр Песочинского поселкового совета, в который, кроме того, входят сёла Надточии, Олешки и посёлок Рай-Еленовка.

## Географическое положение
Расположен вдоль реки Уды на Полтавском шоссе и проспекте Ново-Баварском. Фактически слился с Баварией и посёлком Подворки (б. Куряж). Бо́льшая часть посёлка расположена на правом, высоком берегу реки, на низменном левом расположен только район Лоск, пл. Юрия Кононенко, Надточии и Куряжский ДСК. Посёлок расположен по обе стороны автомобильной дороги Харьков — Киев (называющейся здесь Полтавским шоссе) и железнодорожной магистрали Харьков — Полтава.
В Песочине имеются три реки: Уды, Песочная и Еленин ручей и три озера: на р. Песочной (возле храма Василия Великого), озеро «Роща» и на ручье Еленином между Песочином и Рай-Еленовкой (озеро санатория «Рай-Еленовка»).

## История
Точное время возникновения Песочина неизвестно. Он основан на месте скифского Песочинского могильника на небольшой реке Песочной выше по её течению от впадения в реку Уды, в начале второй половины XVII века.
- 1681 — дата первого упоминания Песочино уже как села. По данным Филарета Гумилевского, первый православный храм Василия Великого был построен около 1670 года[11].
- В 1779 году это была «войсковая слобода»[21]. Население, согласно «Ведомости, изъ какихъ именно городовъ и уездовъ Харьковское наместничество составлено и сколько было въ нихъ душъ на 1779 годъ», составляло 198 «войсковых обывателей» и 49 душ «владельческих подданных», всего 247 (только мужчин; женщины не учитывались, так как не платили налогов)[21].
- 1828 — над озером построен первый каменный храм в Песочине.
- В 1858 году близ Песочина был построен колокольный завод купца Павла Рыжова[22], ставший одним из трёх лучших колокольных заводов Российской империи. Впоследствии Рыжов построил на свои деньги станцию Рыжов на железной дороге Харьков-Люботин.
- В 1863 году на заводе Рыжова отлили 1003-пудовый колокол (массой 16 389 кг), который при большом стечении народа был поднят на колокольню Успенского собора[22].
- 1889 — к Песочинскому храму были пристроены два придела: северный — во имя Иверской иконы и южный — во имя апостолов Петра и Павла.
- 1922 — основана сельскохозяйственная артель[17] «Червоний незаможник» («Красный бедняк»), которая в 1924 году стала колхозом с 839 га земли; главная усадьба располагалась на территории нынешней Песочинской больницы в садах Рыжова.[23] Территориально колхоз располагался в районах Рыжов-Минутка-Саввина гора-Ледное-Олешки.
- На 31 октября 1925 года население Песочина составляло 4200 человек, из них 646 детей школьного возраста (до 7 класса)[24].
- 10 июля 1927 года на базе сельхозартели «Заря» была создана машинно-тракторная станция (МТС) в Олешках, как в месте, максимально приближённом к пахотным землям.[25]
- 1929 — основан колхоз[17] им. Т. Г. Шевченко, в котором было 390 га земли.[26] Территориально располагался в центральной части Песочина. Центральная улица Старого Песочина также тогда была названа именем Шевченко.
- В 1930 году в нагорной части Песочина от Ледного до Березовки и Коротича был организован колхоз имени 1 Мая, имевший 4 бригады (животноводческая — в Ледном) и 564 га земли.[25]
- В 1940 году, перед Великой Отечественной войной, в Песочине было 995 дворов (и 87 дворов в Гуках, 112 в Надточиях, 8 в Олешках, 55 в Рай-Еленовке)[12].

Во время войны, с конца октября 1941 до середины февраля 1943 и с начала марта по 29 августа 1943 года, посёлок находился под немецкой оккупацией.
29 августа 1943 Песочин был освобождён 89-й гвардейской стрелковой дивизией Советской армии.
В годы войны в окрестностях Песочина действовали два партизанских отряда: отряд О. А. Камышана и Песочинский партизанский отряд № 14 (командир С. Н. Обувайло), в котором насчитывалось 27 человек. 618 жителей посёлка воевали на фронтах в рядах Советской армии; из них погибли 225 воинов; 310 песочинцев были награждены боевыми орденами и медалями СССР.
88 человек были в концлагерях либо вывезены на принудительные работы в Германию; минимум 12 жителей (по другим данным, 67) были расстреляны либо повешены немецкими оккупантами.
В 1966 году население составляло 12400 человек; в посёлке работали мебельная фабрика, завод госметаллоизделий, фабрика резиновых игрушек, санаторий союзного подчинения «Рай-Еленовка» (сейчас разграблен) и дом отдыха «Роща», три школы (средняя, восьмилетняя и начальная), три клуба, 9 библиотек, стадион, больница, действовал совхоз «Песочинский» с 4700 га земли.
В 1974 году численность населения посёлка составляла 15 тыс. жителей, здесь действовали завод хозяйственных металлических изделий, мебельная фабрика и цех резиновой игрушки производственного объединения «Салют».
В 1976 году население составляло 14 тысяч человек.
В 1976 году начала работать самая крупная в Харьковской области станция технического обслуживания автомобилей «СТО Песочин».
С 1979 по 1989 год сто два жителя посёлка, призванных в ряды Советской армии, воевали в Афганистане.
Во второй половине 1980-х годов 171 песочинец принимал участие в ликвидации последствий аварии в Чернобыле.
В 1989 году был сдан в эксплуатацию Куряжский завод крупнопанельного домостроения (Куряжский ДСК).
В мае 1995 года Кабинет министров Украины утвердил решение о приватизации находившегося здесь завода по изготовлению оконных блоков, в июле 1995 года было утверждено решение о приватизации совхоза.
В 2011 году было получено принципиальное согласие громады поселка на присоединение к городу Харькову в составе Октябрьского района, и в 2012 году к Харькову были присоединены рынок «Лоск» (только восточная часть) и небольшая часть посёлка (217 га) в районах Минутка, Лоск и Новая Бавария — до окружной автомобильной дороги.

## Происхождение названия
Посёлок расположен на жёлтых песчаных почвах правого берега реки Уды (версия почвы).
Первоначально историческая часть посёлка — Старый Песочин — располагалась на правом притоке Уд реке Песо́чной, в настоящий момент почти пересохшей (гидронимическая версия).
В окрестностях существует ещё один Песочин, находящийся в соседнем Богодуховском районе, основанный в 1794 году.
Впоследствии к Песочину были присоединены окрестные сёла и хутора, имевшие следующие названия:
- Алешки́ (укр. Олешки) названы по фамилии основателя хутора казака Алешко́[44].
- Гуки́ названы по фамилии проживавших там Гуко́в; в 1844 году на хуторе проживало 148 «экономических крестьян» (76 м, 72 ж.)[45]
- Мину́тка в 18 веке называлась Кубра́ховым урочищем,[43] а в 19 веке названа по названию ж.д. станции на перегоне Новая Бавария-Песочин, где остановка пригородных поездов была одна минута; там до революции располагалось лесное урочище Минутка,[46] спиленное в 1926 году.[46]
- Моби́ль в 18 веке назывался урочищем Кру́ча;[47]
- Надточии названы по фамилии проживавших там Надточиев;[48] в 1844 на хуторе проживали 133 государственных крестьянина (62 м, 71 ж.)[45]
- По́дворки (ранее хутор Ку́ряж, зетем Подмонастырские По́дворки) то входили в состав Песочина, то нет. Впервые вошли в Песочин после первого упразднения Старохарьковского Куряжского монастыря[49], затем после 1917 г.; сейчас Подворки входят в Солоницевку. Были названы Куряжем по балке реки (ныне ручей) Куряж, а Подворками — поскольку у монастыря снаружи его стен находились подворки[49].
- Рай-Еле́новка названа по именам дочерей князя Владимира Святополк-Мирского[50] Раисы и Елены,[51] чьё имение там находилось (хотя хутор Еленовка уже существовал до их рождения[45]);
- Ро́ща названа по принадлежавшему харьковскому купцу Ивану Безчетвертно́му имению с урочищем Дубовая Роща[52]; в 1926 дубы вырубил волостной совет; затем после принятия в 1927 году постановления о сбережении лесных массивов Роща, отданная после революции под детский противотуберкулёзный санаторий — затем под лагерь для ослабленных детей — потом под кардиологический санаторий, была снова засажена деревьями.[53]
- Рыжо́в назван по фамилии купца второй гильдии Павла Рыжова,[54] построившего здесь железнодорожную станцию Рыжов возле своего колокололитейного завода[22] и насадившего Рыжовский парк;
- Са́в(в)ина гора названа по имению и землям профессора Харьковского университета Владимира Ивановича Саввы (род. 1865),[55] тянувшимся от подошвы Саввиной горы до Людного (Ледно́го).

## Транспорт
На территории посёлка находятся железнодорожные остановочные пункты Песочин, Рай-Еленовка, станция Рыжов.
Рядом проходят автомобильные дороги Р-51, М-03 (E 40), М-18 (E 105 — Харьковская окружная дорога), главной из которых является трасса Харьков-Киев М-03, называющаяся в Песочине Полтавским шоссе. В посёлке находятся следующие остановки автобусов и маршрутных такси: Лоск, Надия, санаторий «Роща», пост ГАИ, Рыжов, Песочин 2, Песочин 3 (Плечевая).
С 2019 года в посёлке ходит внутренний бесплатный автобус по маршруту Мобиль-улица 1 Мая-Рыжов-поликлиника-Мобиль-Надточии. С 2023 года бесплатный автобус также ходит в Рай-Еленовку — Коротич.
Ближайшая станция метро — Холодная гора.

## Религия
Посёлок — центр Песочинского благочиния Харьковской епархии Украинской православной церкви, в который входят Люботин, Манченки и другие населённые пункты Харьковского района. 
- Храм Василия Великого[56] 1823—1828 годов постройки[42].
- Часовня священномученика Александра (Петровского), архиепископа Харьковского — м/р Мобиль, на правом берегу р. Уды. Построена в 2013 году.
- Часовня Целителя Пантелеимона(санаторий «Роща»). Построена в 2000-х годах.

## Объекты и достопримечательности
- Санаторий «Роща»[57][58].
- Куряжский домостроительный комбинат[59].
- Крупнейшая в области станция техобслуживания автомобилей «СТО Песочин».
- Харьковская мебельная фабрика № 4.
- Скифский некрополь Хомякова могила[60].
- Братская могила советских воинов и памятный знак воинам-землякам. Похоронено 300 воинов. Находится возле Песочинского дома культуры (Полтавское шоссе).
- Музей Афганской войны. Открыт в 2012 году.
- БМП-1 на постаменте (перед афганским музеем).
- Т-62 перед афганским музеем.
- БРДМ-2 перед афганским музеем.
- БТР-70 перед афганским музеем.

## Виды Песочина
- Улица 1 мая
- Сосновый лес в Песочине
- Уды в Песочине
- Колодец в Песочине
- Открытие школы 1.09.2017

## Образование
В Песочине имеются четыре школы — Песочинский лицей, Песочинский лицей «Джерело», Песочинский лицей «Мобиль», открытый в 2017 году, и Песочинская начальная школа «Надия», открытая в 2020 году; четыре детских сада, один из которых — самый большой в Харьковском районе.

## Связь
Непосредственно в Песочине (без Рай-Еленовки и Коротича) имеются четыре почтовых отделения:
- 62416 — ул. Транспортная,
- 62417 — ул. Санаторная,
- 62418 — Песочин 2, м/р Мобиль, ул. Кушнарёва, 1А.
- 62924 — рынок Лоск.[61]

Также имеются отделения Новой почты:
- Песочин 1 грузовое отделение, ул. Шевченко, 2/82,
- Песочин 2 почтовое отделение, ТРЦ Мобиль, въезд Набережный, 7,
- Песочин 3 почтовое отделение, м/р Надия, ул. Надии (ранее Крупской), 21,
- Харьков 120, грузовое отделение, рынок Лоск, ул. Надточиевская, 2;[61]

и отделение Мист Экспресс № 10001, рынок Лоск, пл. Кононенко, 1.

## Конкурсы
- С 2013 года в Песочине проходит конкурс «Мисс Песочин».
- В 2015 году проходил конкурс «Песочин имеет талант».
- С 2016 года в Песочине проходят открытый фестиваль любительских театров «В кулисах души» и вокально-хореографический фестиваль «Песочинский круг».

Также проводится вокальный конкурс «От героев былых времён».